# Romitia
Romitia Caporiacco, 1947 è un genere di ragni appartenente alla famiglia Salticidae.

## Distribuzione
Le nove specie oggi note di questo genere sono diffuse in America meridionale: come singoli endemismi, R. bahiensis e R. juquiaensis sono brasiliane; R. andina è stata rinvenuta nel solo Perù e R. nigra nella sola Guyana.
Alcuni esemplari di due specie, (R. ministerialis e R. colombiana), sono stati reperiti in territorio panamense.

## Tassonomia
Considerato un sinonimo anteriore di Uspachus Galiano, 1995 a seguito di uno studio degli aracnologi Ruiz, Brescovit e Lise del 2007.
A maggio 2010, si compone di nove specie:
- Romitia albipalpis (Taczanowski, 1878) — Perù, Ecuador, Bolivia
- Romitia andina (Taczanowski, 1878) — Perù
- Romitia bahiensis (Galiano, 1995) — Brasile
- Romitia colombiana (Galiano, 1995) — Panama, Colombia
- Romitia juquiaensis (Galiano, 1995) — Brasile
- Romitia ministerialis (C. L. Koch, 1846) — Panama, Colombia, Venezuela
- Romitia misionensis (Galiano, 1995) — Paraguay, Argentina
- Romitia nigra Caporiacco, 1947[2] — Guyana
- Romitia patellaris (Galiano, 1995) — Bolivia, Brasile